# Aegus parryi
Aegus parryi is een keversoort uit de familie vliegende herten (Lucanidae). De wetenschappelijke naam van de soort werd in 1890 gepubliceerd door Charles Owen Waterhouse.